# St. Kilian (Oberelsbach)

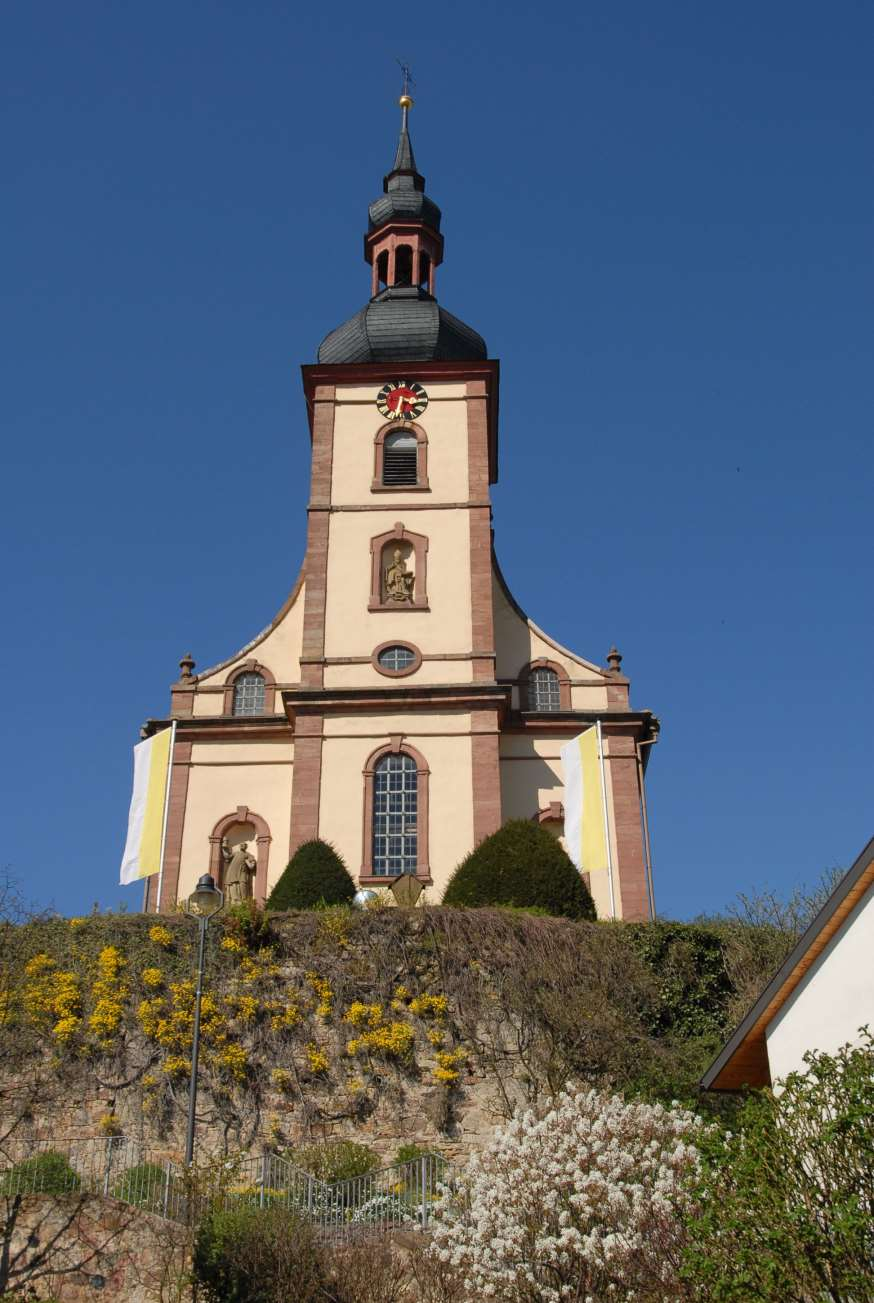
Die St.-Kilian-Kirche von Oberelsbach

Die römisch-katholische Kirche St. Kilian ist die barocke Dorfkirche von Oberelsbach, einem in Unterfranken gelegenen Markt. Die Kirche ist dem hl. Kilian geweiht. Oberelsbach ist der Mittelpunkt der Pfarreiengemeinschaft Immanuel-Hohe Rhön im Dekanat Bad Neustadt des Bistums Würzburg.
Die Kirche gehört zu den Baudenkmälern von Oberelsbach und ist unter der Nummer D-6-73-149-4 in der Bayerischen Denkmalliste registriert. Wegen ihrer schönen Gestaltung wird sie auch Rhönbasilika genannt.

## Geschichte
Nachdem ein Vorgängerkirchenbau von 1601 im Jahr 1760 von einem Blitzschlag zerstört worden war, wurde von 1765 bis 1784 unter Johann Michael und Georg Schmitt aus Königshofen die St.-Kilian-Kirche erbaut.
Von der Vorgängerkirche wurde der von Christian Lux aus Bad Neustadt an der Saale gefertigte Hochaltar übernommen.
Die beiden von Bildhauer Kaspar Hippeli (Nordheim) und Schreiner Hans Valentin Katzenberger (Oberelsbach) gefertigten Seitenaltäre entstanden im Jahr 1775.
Im Jahr 1672 wurde der Taufstein der Kirche mit achteckigem Becken angeschafft. Die Emporenbrüstung entstand um 1770, die klassizistische Kanzel mit bauchigem Korpus um 1780.

## Beschreibung

### Architektur
Der Kirchturm mit Haube und Laterne sowie rundbogigen Schallfenstern springt mittig aus der südlichen Fassade des Langhauses hervor.
Der nach Norden weisende Chor hat einen geraden Abschluss. Das Kirchendach ist nach Norden hin über dem Chor abgewalmt.
Das Langhaus hat vier Fensterachsen.

### Ausstattung
Das Altarbild des Hochaltars zeigt die Frankenheiligen Kilian, Kolonat und Totnan.
Die Seitenaltäre sind mit Figuren der hl. Joachim, Anna, Georg und Florian ausgestattet.

### Glocken
Im Kirchturm hängen vier Glocken mit der Tonfolge d′ – fis′ – a′ – h′. Sie wurden im Jahr 1950 von Karl Czudnochowsky in Heidingsfeld gegossen.

## Nachweise
1. ↑  Die Röner 5: Oberelsbach vor der Rhön

Koordinaten: 50° 26′ 30,9″ N, 10° 7′ 7,5″ O